# Гартвелл (Міссурі)
Гартвелл (англ. Hartwell) — переписна місцевість (CDP) в США, в окрузі Генрі штату Міссурі. Населення — 15 осіб (2020).

## Географія
Гартвелл розташований за координатами 38°25′53″ пн. ш. 93°56′2″ зх. д. / 38.43139° пн. ш. 93.93389° зх. д. (38.431481, -93.933918).  За даними Бюро перепису населення США в 2010 році переписна місцевість мала площу 1,23 км², з яких 1,23 км² — суходіл та 0,00 км² — водойми.

## Демографія
Згідно з переписом 2010 року, у переписній місцевості мешкало 16 осіб у 4 домогосподарствах у складі 4 родин. Густота населення становила 13 особи/км².  Було 5 помешкань (4/км²).
Расовий склад населення:
| - 100,0 % — білих |

До двох чи більше рас належало 0,0 %. Частка іспаномовних становила 0,0 % від усіх жителів.
За віковим діапазоном населення розподілялося таким чином: 25,0 % — особи молодші 18 років, 68,7 % — особи у віці 18—64 років, 6,3 % — особи у віці 65 років та старші. Медіана віку мешканця становила 34,0 року. На 100 осіб жіночої статі у переписній місцевості припадало 100,0 чоловіків;  на 100 жінок у віці від 18 років та старших — 71,4 чоловіків також старших 18 років.
Цивільне працевлаштоване населення становило 0 осіб. 